# این گروه پلیس
این گروه پلیس یک مجموعه تلویزیونی محصول سال ۱۳۷۹–۱۳۷۸ به کارگردانی علی قوی‌تن، نویسندگی و تهیه‌کنندگی می‌باشد که از شبکه تهران پخش شد.

## بازیگران
- میرمحمد تجدد
- جواد هاشمی
- مجید عبدالعظیمی
- محسن خرمدره
- ناصر لقایی
- کیهان ملکی
- علی اوسیوند
- رحمان مقدم
- خسرو خان محمدی
- حبیب ثامنیه
- پرویز شفیع‌زاده
- آرش میراحمدی
- فاطمه حسنلو
- طاهره طائفی
- منوچهر علیپور
- صفر کشکولی
- مهرداد فلاحتگر
- بیژن کاشانی
- معصومه جعفری
- غلامرضا خسروی
- کریم پورحلم
- پروانه احمدی
- حامد برقعی
- فرهنگ اصلانی
- حامد قوی‌تن
- پرویز سپرویزن
- طلیعه قوی تن
- فاطمه السادات خرمدره
- داود خلیلی
- نرگس صفدریان
- منوچهر رزاقی
- فرشته رضایی
- منوچهر حق وردی
- محمدحسین موسوی فر
- محسن زعیمی
- کامران تفتی